# Étienne-Auguste Krier
Étienne-Auguste Krier, nacido el 11 de febrero de 1875 en Mareuil-sur-Ay y fallecido el 26 de noviembre de 1953 en Rambouillet, fue un pintor francés

## Biografía
Étienne Nicolas Auguste Krier es hijo de Henri Auguste Krier, cajero contable, y de Marie Louise Dupuis.
Discípulo de Léon Bonnat, expone en el Salón a partir de 1904 y luego se convierte en miembro de la Société des Artistes français.
Mientras nace la Primera Guerra Mundial, el 30 de julio de 1914, se casa con Marcelle Lambrette, siendo el pintor Luc-Olivier Merson testigo de la boda. Cinco días después se une al 48.º Regimiento de Infantería Territorial, va al frente en octubre de 1914, asciende a cabo y luego a sargento. Fue desmovilizado en septiembre de 1918 con el cargo de profesor de historia en París.
Obtiene una mención honorífica en 1920, una medalla de plata en 1924, el premio de la asociación de alumnos de Bonnat en 1930, el premio Rosa-Bonheur en 1932, la medalla de oro en 1934 y una medalla de bronce en la exposición internacional de 1937.
Fallece en Rambouillet a la edad de 78 años.

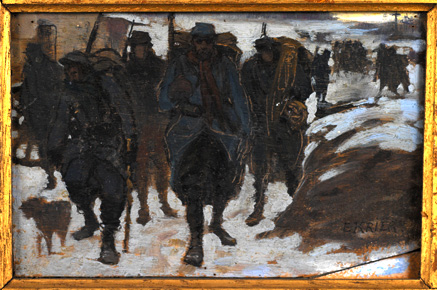
Pintura de vuelta de las trincheras al amanecer. 1915.

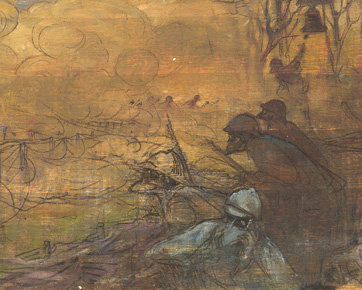
Pastel. Las máscaras de gas. 1914. Étienne-Auguste Krier.

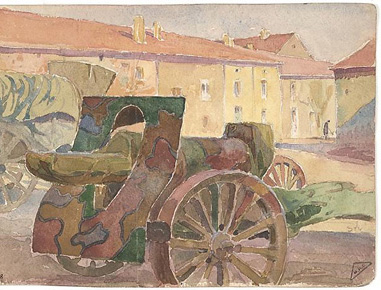
Acuarela, Puligny, 10 de marzo de 1918 por Étienne-Auguste Krier.

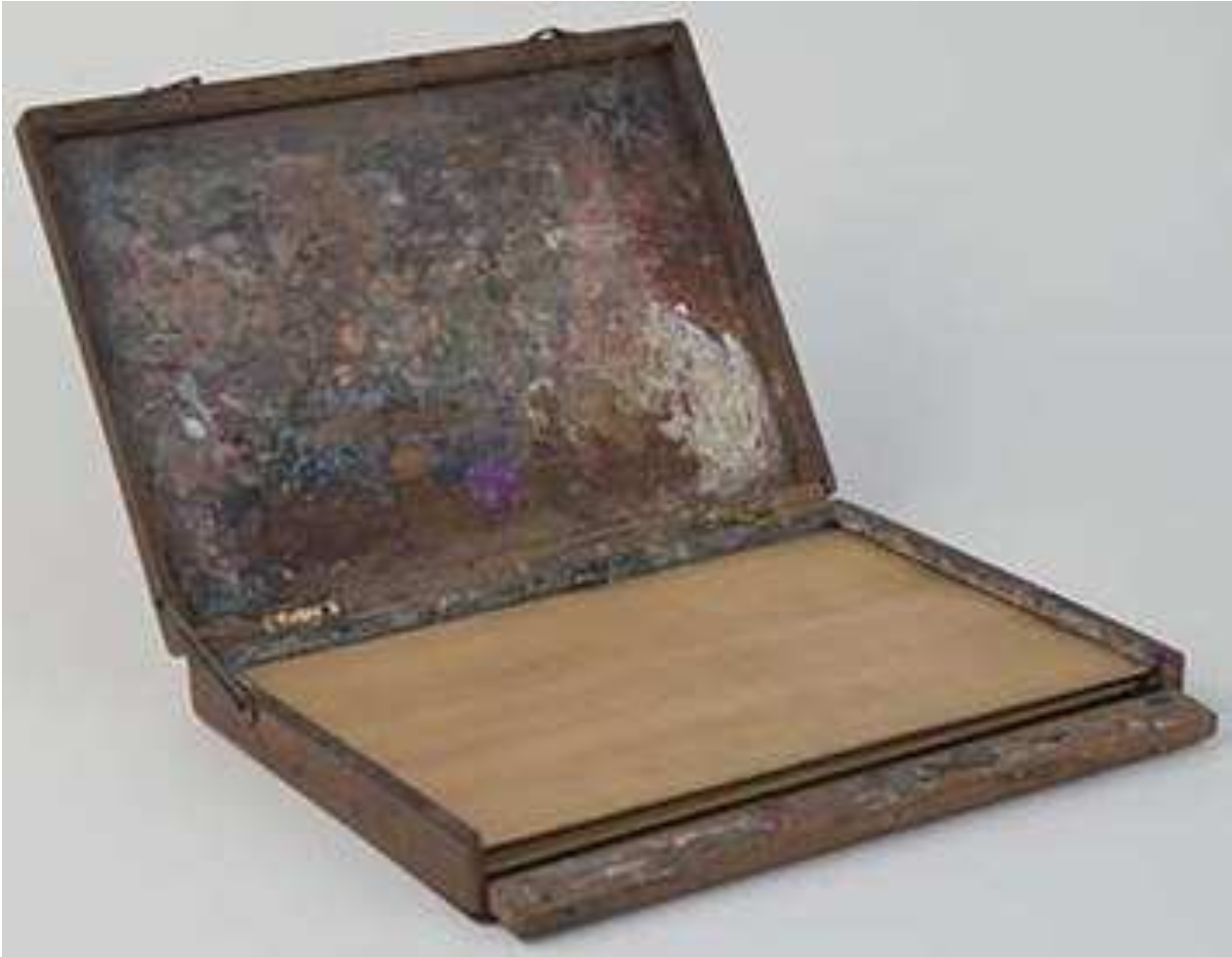
Caja de colores y paleta de Étienne Auguste Krier que incluye dos tapas de cajas de tabaco utilizadas como soporte para sus pinturas, [1914-1918]. Madera, metal. Altura: 18 cm; Longitud: 25,3 cm. Nanterre, BDIC. DM 1673, donación de Odile Patrois, 2000.

## Pintor-soldado
Movilizado desde agosto de 1914, fue asignado al 48.º Regimiento de Infantería Territorial.
Se convierte en cabo, luego en sargento telegrafista. Krier pintó y dibujó durante toda la duración de la guerra, utilizando técnicas y soportes muy variados: lápiz, tinta, acuarela en hojas sueltas, en cuadernos y en otros soportes.
Algunos bocetos y dibujos pueden ser encargados por sus superiores para adjuntar a un informe, pero la mayor parte de su producción está destinada a su esposa, quien también es pintora, a quien dedica y dirige la mayoría de sus acuarelas y pequeños óleos.
Estas obras constituyen una forma de correspondencia en imágenes: muestran los paisajes que lo rodean, su vida diaria, los soldados que lo rodean, pero también algunas escenas más bélicas (patrullas nocturnas, ataques con gas).